# Конев, Иван Степанович
Ива́н Степа́нович Ко́нев (16 [28] декабря 1897, Лодейно, Никольский уезд, Вологодская губерния, Российская империя — 21 мая 1973, Москва, РСФСР, СССР) — советский полководец и государственный деятель, Маршал Советского Союза (1944), дважды Герой Советского Союза (1944, 1945), кавалер ордена «Победа» (1945). Главнокомандующий Объединёнными Вооружёнными силами государств — участников Организации Варшавского договора (1955—1960), первый заместитель министра обороны СССР (1956—1960), главнокомандующий Сухопутными войсками (1946—1950, 1955—1956).
Командовал Западным, Калининским, Северо-Западным, Степным, Вторым и Первым Украинским фронтами в Великой Отечественной войне.

## Биография

### Молодость и гражданская война

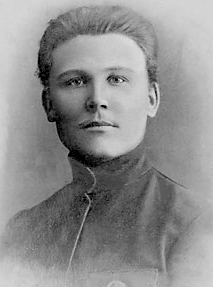
Иван Конев,
конец 1910-х годов

Родился 16 (28) декабря 1897 года в Лодейне Никольского уезда Вологодской губернии (ныне — Подосиновского района Кировской области) в семье крестьянина. Русский. Окончил церковно-приходскую школу в деревне Яковлевская Гора (по другим данным, в селе Пушма) в 1906 году, Николо-Пушемское земское четырёхклассное училище в селе Щёткино в 1912 году. С 15 лет работал на сезонных работах на лесных биржах в Подосиновце и Архангельске, был табельщиком на лесосплаве.
В мае 1916 года призван в Русскую императорскую армию. Окончил учебную артиллерийскую команду, служил в резервной тяжёлой артиллерийской бригаде (Москва), произведён в младшие унтер-офицеры. Участник Первой мировой войны: в 1917 году был направлен на Юго-Западный фронт и воевал в составе 2-го отдельного тяжёлого артиллерийского дивизиона 2-й тяжёлой артиллерийской бригады. Бригада действовала в районе Тарнополя. В ноябре 1917 года бригада, как и многие другие части, была разоружена гайдамаками Украинской Центральной рады, а Конев в числе других солдат выслан в Россию. Демобилизован в декабре 1917 года.
Вернувшись в родные места, в 1918 году вступил в большевистскую партию, был назначен уездным военным комиссаром в городе Никольске Вологодской губернии и членом уездного исполкома. В июне 1918 года избран председателем Никольского уездного комитета РКП(б), тогда же сформировал уездный отряд Красной Гвардии и стал его командиром. В начале июля был делегатом V Всероссийского съезда Советов в Москве, во время которого произошёл левоэсеровский мятеж и тогда Коневу было поручено во главе отряда красногвардейцев взять под контроль все три вокзала Каланчевской площади и не допустить на них выгрузки подкреплений мятежникам, если они будут прибывать (этого не произошло).
После нескольких настоятельных просьб, полученных отказов и личного обращения к М. В. Фрунзе добился зачисления в ряды Красной армии в 1918 году. Воевал на Восточном фронте против частей Русской армии А. В. Колчака, Дальневосточной армии генерала Г. М. Семёнова и японских интервентов в Забайкалье и на Дальнем Востоке. Был командиром маршевой роты в Вятке, секретарём партийной организации запасной артиллерийской батареи 3-й армии, с осени 1919 года — комиссаром бронепоезда № 102 «Грозный», у которого на вооружении было 4 орудия и 12 пулемётов. Команда насчитывала 60 матросов Балтийского флота. Бронепоезд входил в состав 3-й и 5-й армий Восточного фронта. При наступлении на Омск руководил переправой бронепоезда по льду реки Иртыш. С конца 1919 года был комиссаром 5-й стрелковой бригады 2-й Верхнеудинской стрелковой дивизии, с 1920 — комиссаром этой дивизии, с 1921 — комиссаром штаба Народно-революционной армии Дальневосточной республики. В числе других делегатов X съезда РКП(б) принимал участие в подавлении Кронштадтского восстания в 1921 году.

### Межвоенный период

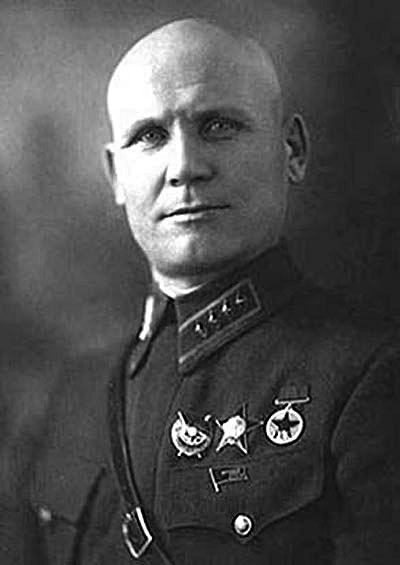
Иван Степанович Конев

После окончания Гражданской войны, с декабря 1922 года — военком 17-го Приморского стрелкового корпуса. С августа 1924 года — комиссар и начальник политического отдела 17-й Нижегородской стрелковой дивизии. Окончил Курсы усовершенствования высшего начсостава при Военной академии РККА имени М. В. Фрунзе в 1926 году, в этом же году был назначен командиром и комиссаром 50-го стрелкового полка этой же дивизии. С 1932 по 1934 учился в Особой группе Военной академии имени М. В. Фрунзе. С декабря 1934 года командовал 37-й стрелковой дивизией, с марта 1937 года — 2-й стрелковой дивизией. При введении персональных воинских званий в РККА в 1935 году получил звание комдива. В августе 1938 был назначен командиром группы усиления монгольской армии, вводившейся на территорию Монгольской Народной Республики, которая, объединившись с остальными советскими войсками в Монголии, с сентября стала называться 57-м Особым корпусом, первым командиром которого стал Конев. С сентября 1938 года — командующий 2-й отдельной Краснознамённой армией со штабом в Хабаровске. С июня 1940 года командовал войсками Забайкальского военного округа, с января 1941 года — войсками Северо-Кавказского военного округа.
Как на многих высокопоставленных военных, на Конева органы НКВД СССР также активно искали доказательства антисоветской деятельности. Ещё в период командования им 57-м Особым корпусом в Монголии начальник особого отдела корпуса докладывал в Москву, что «Конев группирует вокруг себя врагов народа». Резюмируя итог этой работы, 16 июля 1941 года начальник 3-го управления НКО СССР майор государственной безопасности А. Н. Михеев направил на имя Г. М. Маленкова справку с такими обвинениями в адрес Конева, как: «активный защитник и покровитель врагов народа», «явно вредительское руководство строительством объектов 57-го Особого корпуса» в Монголии, «сокрытие своего кулацкого происхождения» и того, что его дядя длительное время служил урядником.

### Великая Отечественная война

#### Начальный период войны (1941)
В Великую Отечественную войну генерал-лейтенант И. С. Конев вступил в должность командующего 19-й армией, сформированной из войск Северо-Кавказского военного округа. Армия первоначально была направлена на Юго-Западный фронт, но уже в начале июля из-за катастрофического развития обстановки на западном направлении переброшена на Западный фронт. Однако она не успела прибыть в район Витебска (см. Витебское сражение), в ходе дальнейшего Смоленского сражения соединения 19-й армии оказались в окружении, но сам И. С. Конев избежал плена и сумел вывести из окружения управление армии с полком связи. В августе 1941 года его 19-я армия (с новыми дивизиями) участвовала в Духовщинской операции.

#### Битва за Москву (1941—1942)
Действия Конева на посту командующего армией были высоко оценены Сталиным. 11 сентября 1941 года Конев был назначен командующим войсками Западного фронта, 12 сентября ему было присвоено звание генерал-полковника.
Командовал войсками Западного фронта чуть более месяца (сентябрь — 10 октября 1941 года), за это время фронт под его командованием потерпел одно из тяжелейших поражений за всю войну в так называемой Вяземской катастрофе. Потери войск фронта составили, по разным оценкам, от 400 000 до 700 000 человек погибшими и попавшими в плен после окружения противником 16-й, 19-й, 20-й, 24-й, 50-й армий и 32-й армии Резервного фронта. Для расследования причин катастрофы фронта и наказания Конева прибыла комиссия Государственного комитета обороны во главе с В. М. Молотовым и К. Е. Ворошиловым. В историографии принято считать, что от суда и возможного расстрела Конева спас Г. К. Жуков, предложивший оставить его заместителем командующего фронтом, а через несколько дней рекомендовавший Конева на должность командующего Калининским фронтом.
Калининским фронтом Конев командовал с 17 октября 1941 по август 1942 года, участвовал в битве за Москву, провёл Калининскую оборонительную операцию и Калининскую наступательную операцию. С января 1942 года имя Конева тесно связано с тяжелейшей и малоудачной для советских войск Ржевской битвой, его войска участвовали в Ржевско-Вяземской операции 1942 года, потерпели новое поражение в Холм-Жирковской оборонительной операции.

#### 1942 — первая половина 1943 г.
С августа 1942 года по февраль 1943 года Конев вновь назначен командующим Западным фронтом и совместно с Г. К. Жуковым как представителем Ставки Верховного Главнокомандования (фактически под руководством Жукова) провёл Первую Ржевско-Сычёвскую операцию и операцию «Марс», в которых войска Западного фронта при огромных потерях добились лишь незначительного продвижения на несколько десятков километров. В феврале 1943 года также неудачно была проведена Жиздринская операция, а 22—26 февраля окончилась провалом наступательная операция войск 5-й армии по освобождению Гжатска. В итоге 27 февраля 1943 года Конев был снят с поста командующего Западным фронтом с формулировкой «как не справившегося с задачами руководства фронтом».
После короткого пребывания в распоряжении Ставки ВГК 14 марта 1943 года был назначен командовать гораздо менее важным Северо-Западным фронтом. Однако и там ему не удалось отличиться, войска этого фронта понесли тяжёлые потери и не добились успеха в Старорусской операции. 22 июня 1943 года был освобождён от должности.

#### Битва на Курской Дуге (1943)

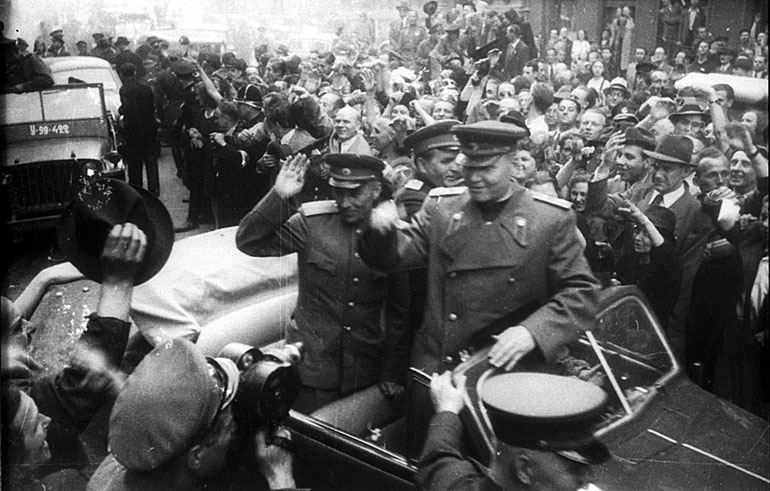
И. С. Конев в Праге, 1945 год

23 июня 1943 года его назначили командующим войсками Степного военного округа, завершавшего подготовку к предстоящему оборонительному сражению на Курском направлении. Уже после начала битвы 9 июля 1943 года Степной военный округ был преобразован в Степной фронт, Конев стал его командующим. Во главе этого фронта сумел добиться успехов в Курской битве, в Белгородско-Харьковской операции и в битве за Днепр. В августе 1943 года войска Степного фронта Конева освободили Белгород и Харьков, в сентябре 1943 года — Полтаву и Кременчуг, действуя в ходе Полтавско-Кременчугской операции. В конце сентября 1943 года его армии с ходу форсировали Днепр.

#### Маршал Советского Союза (1944)
20 октября 1943 года Степной фронт был переименован во 2-й Украинский фронт, Конев остался его командующим и в октябре — декабре 1943 года провёл Пятихатскую и Знаменскую операцию, а в январе 1944 года — Кировоградскую операцию. Грандиозным успехом Конева как полководца стала Корсунь-Шевченковская операция, где впервые после Сталинграда была окружена и разгромлена крупная вражеская группировка. За умелую организацию и отличное руководство войсками в этой операции 20 февраля 1944 года И. С. Коневу было присвоено воинское звание Маршала Советского Союза.
В марте — апреле 1944 года он провёл одно из самых успешных наступлений советских войск — Уманско-Ботошанскую операцию, в которой за месяц боёв его войска по распутице и бездорожью прошли на запад свыше 300 километров и 26 марта 1944 года первыми в Красной Армии перешли государственную границу, вступив на территорию Румынии. В этой операции маршал едва не погиб — на переправе через Южный Буг 14 марта 1944 года его машину обстрелял немецкий истребитель, машина получила множество пулевых пробоин, но находившийся в ней Конев чудом не получил ни царапины.

#### 1-й Украинский фронт (1944—1945)
С мая 1944 года и до конца войны командовал 1-м Украинским фронтом. В июле — августе 1944 года под его командованием войска фронта разгромили группу армий «Северная Украина» генерал-полковника Йозефа Гарпе в Львовско-Сандомирской операции, захватили и в последующих двухмесячных боях удержали Сандомирский плацдарм, ставший одним из трамплинов для удара по гитлеровской Германии. Также часть сил фронта приняла участие в Восточно-Карпатской операции.
Звание Героя Советского Союза со вручением ордена Ленина и медали «Золотая Звезда» Ивану Степановичу Коневу присвоено 29 июля 1944 года за умелое руководство войсками фронтов в крупных операциях, в которых были разгромлены сильные группировки противника, личное мужество и героизм.

#### Орден «Победа» и завершающие операции — Берлин, Прага (1945)
Был награждён Орденом «Победа» 30 марта 1945 года за «освобождение Польши и форсирование Одера», вместе с Жуковым и Рокоссовским.
В январе 1945 года войска фронта в результате стремительного удара и обходного манёвра в Висло-Одерской операции помешали отступавшему противнику разрушить промышленность Силезии, которая имела большое экономическое значение. В феврале 1945 года войска Конева провели Нижне-Силезскую операцию, в марте — Верхне-Силезскую операцию, добившись в обеих существенных результатов. Блестяще действовали его армии в Берлинской операции и в Пражской операции.
Второй медалью «Золотая Звезда» маршал Конев И. С. награждён 1 июня 1945 года за образцовое руководство войсками в завершающих операциях Великой Отечественной войны.
Считается одним из самых искусных советских полководцев во Второй мировой войне.

### Послевоенный период

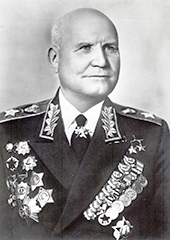

После войны, с июня 1945 года — главнокомандующий Центральной группы войск на территории Австрии и Верховный комиссар по Австрии. С июля 1946 года — главнокомандующий Сухопутными войсками — заместитель министра Вооружённых Сил СССР. С марта 1950 года — главный инспектор Советской армии — заместитель Военного министра СССР. С ноября 1951 года — командующий Прикарпатским военным округом.
В 1953 году — председатель Специального судебного присутствия, судившего Л. П. Берию с рядом его ближайших сотрудников и приговорившего их к смертной казни. С мая 1955 года — 1-й заместитель министра обороны СССР и Главнокомандующий Сухопутными войсками. В 1956—1960 годах — 1-й заместитель министра обороны СССР, c 1955 года — одновременно Главнокомандующий Объединёнными вооружёнными силами стран Варшавского договора. В этом качестве с 1 ноября 1956 года руководил подавлением Венгерского восстания, его временная ставка находилась в венгерском городе Сольнок.
25 октября 1957 года во время исключения Г. К. Жукова из состава ЦК партии стал на сторону противников маршала. 3 ноября 1957 года в печатном органе ЦК КПСС газете «Правда» опубликована его статья «Сила Советской Армии и Флота — в руководстве партии, в неразрывной связи с народом». В ней, в частности утверждалось, что «Жуков не оправдал доверия партии, „оказался политически несостоятельным деятелем, склонным к авантюризму в понимании важнейших задач внешней политики СССР и в руководстве Министерством обороны“».
С июня 1960 по август 1961 года и с апреля 1962 года — в Группе генеральных инспекторов МО СССР. В августе 1961 — апреле 1962 года, в период Берлинского кризиса — главнокомандующий Группой советских войск в Германии.
30 января 1965 года в составе советской правительственной делегации принял участие в похоронах бывшего премьер-министра Великобритании У. Черчилля.
Умер 21 мая 1973 года в Москве от рака. Похоронен после кремации на Красной площади в Кремлёвской стене.

## Воинские звания
- Комдив — с 26 ноября 1935 года[23].
- Комкор — с 22 февраля 1938 года[24].
- Командарм 2-го ранга — с 8 февраля 1939 года[25].
- Генерал-лейтенант — с 4 июня 1940 года[26].
- Генерал-полковник — с 11 сентября 1941 года[27].
- Генерал армии — с 26 августа 1943 года[28].
- Маршал Советского Союза — с 20 февраля 1944 года.

## Членство в организациях
- Член Всесоюзной коммунистической партии (большевиков) с 1918 года.
- Член ЦК КПСС с 1952 года (кандидат в 1939—1952 годах).
- Член Всероссийского центрального исполнительного комитета в 1931—1934 годах.
- Депутат Верховного Совета СССР I—VIII созывов (1937—1973).

## Награды
Советские награды

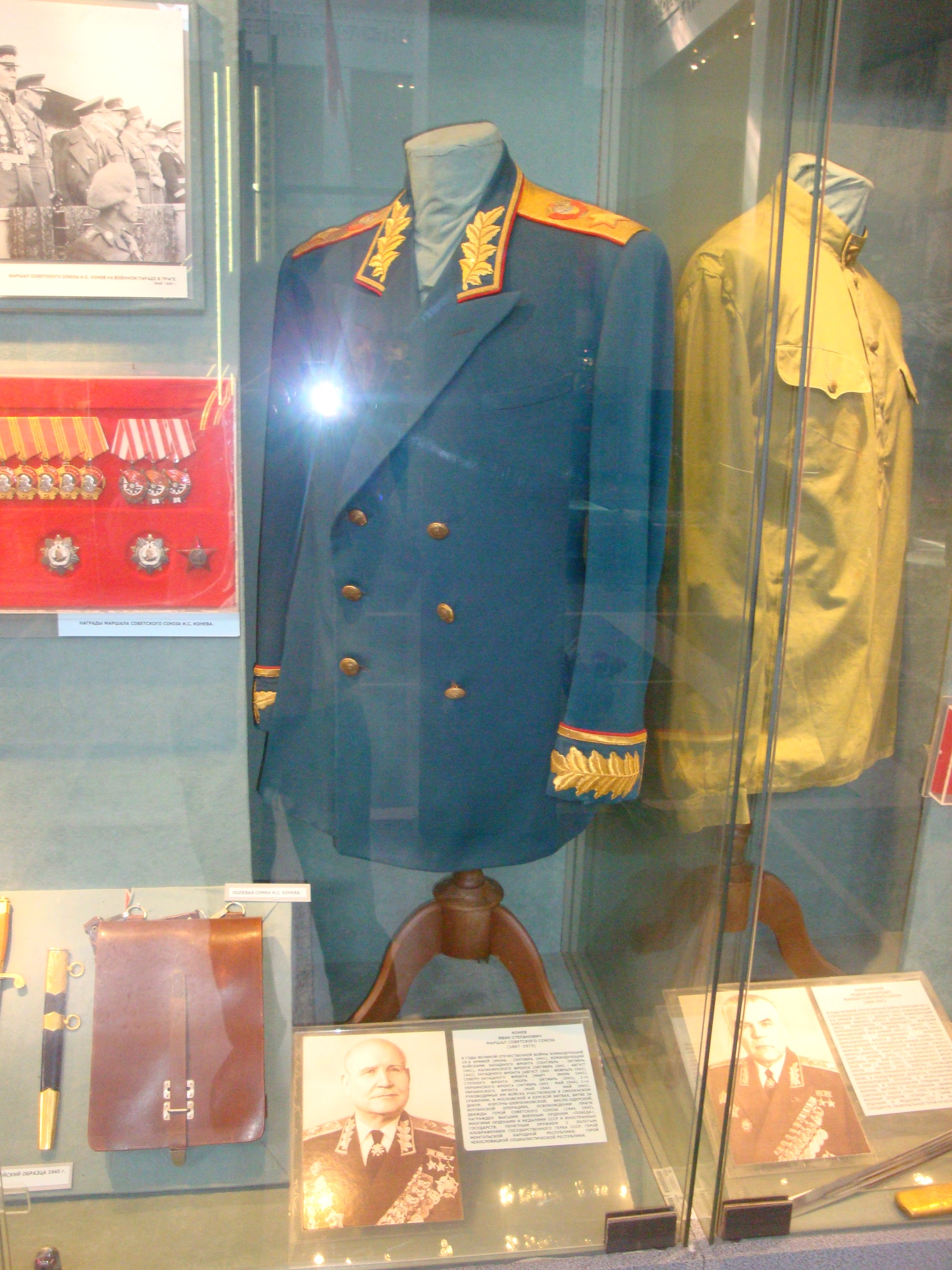
Парадный китель маршала Конева в Центральном музее Вооружённых Сил в Москве

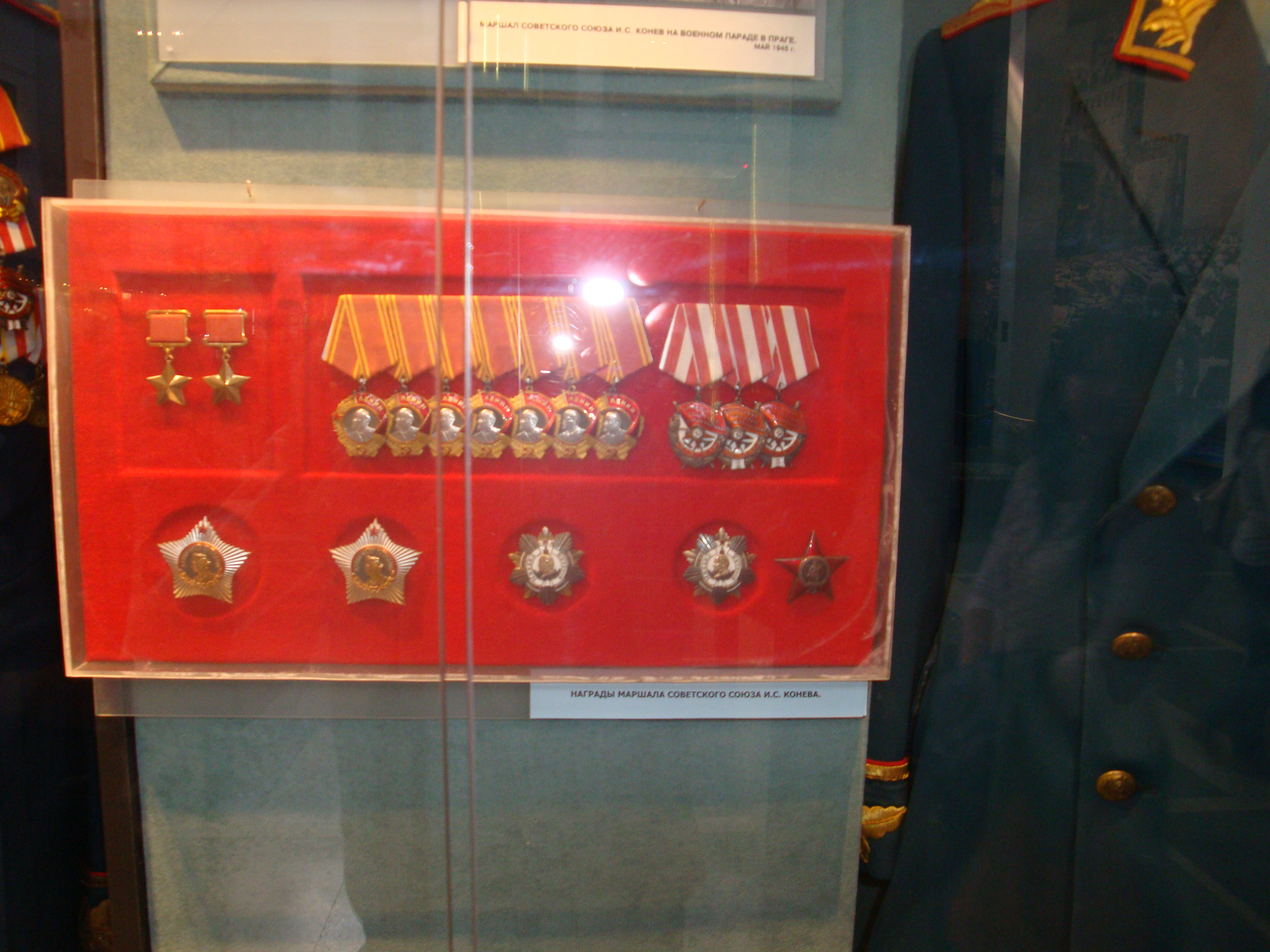
Награды маршала Конева в Центральном музее Вооружённых Сил в Москве

- Дважды Герой Советского Союза (29 июля 1944, медаль «Золотая Звезда» № 4600; 1 июня 1945, медаль «Золотая Звезда» № 55).
- 7 орденов Ленина (29.07.1944, 21.02.1945, 27.12.1947, 18.12.1956, 27.12.1957, 27.12.1967, 28.12.1972).
- Орден Октябрьской Революции (22.02.1968).
- 3 ордена Красного Знамени (22.02.1938, 3.11.1944, 20.06.1949).
- орден «Победа» (№ 4 — 30.03.1945).
- 2 ордена Суворова 1-й степени (27.08.1943, 17.05.1944).
- 2 ордена Кутузова 1-й степени (9.04.1943, 28.07.1943).
- Орден Красной Звезды (16.08.1936).
- Медаль «XX лет Рабоче-Крестьянской Красной Армии» (22.02.1938).
- Медаль «За оборону Москвы» (1.05.1944).
- Медаль «За победу над Германией в Великой Отечественной войне 1941—1945 гг.» (1945).
- Медаль «За взятие Берлина» (9.06.1945).
- Медаль «За освобождение Праги» (9.06.1945).
- Медаль «В память 800-летия Москвы» (21.09.1947).
- Медаль «30 лет Советской Армии и Флота» (22.02.1948).
- Медаль «40 лет Вооружённых Сил СССР» (17.02.1958).
- Медаль «Двадцать лет победы в Великой Отечественной войне 1941—1945 гг.» (1965).
- Медаль «50 лет Вооружённых Сил СССР» (1968).
- Медаль «За воинскую доблесть. В ознаменование 100-летия со дня рождения Владимира Ильича Ленина» (1970).
- Почётное оружие — именная шашка с золотым изображением Государственного герба СССР (22.02.1968).

Иностранные награды
- Герой Чехословацкой социалистической республики (30.04.1970).
- Герой Монгольской Народной Республики (07.05.1971).
- Орден «За заслуги перед Отечеством» в серебре (ГДР).
- Орден «Крест Грюнвальда» 1-го класса (ПНР).
- Звезда ордена «За воинскую доблесть» (Virtuti Militari) 1-го класса (ПНР).
- Звезда ордена Возрождения Польши 1-го класса (ПНР).
- Два ордена Сухэ-Батора (МНР, 1961, 1971).
- Орден Красного Знамени (МНР).
- Орден Партизанской звезды 1-й степени (СФРЮ).
- Орден «Народная Республика Болгария» 1-й степени (НРБ).
- Орден Клемента Готвальда (ЧССР).
- Звезда и знак ордена Белого льва 1-й степени (ЧССР).
- Орден Белого льва «За Победу» 1-й степени (ЧССР).
- Чехословацкий Военный крест 1939—1945 годов (ЧССР).
- Орден «Венгерская свобода» 2-й степени (ВНР, 5.09.1946).
- Орден Заслуг Венгерской Народной Республики (ВНР, 25.03.1965).
- Почётный рыцарь-командор ордена Бани (Великобритания).
- Военный крест (Великобритания).
- Орден Почётного легиона 2-го класса (Франция, 9.06.1945).
- Военный крест 1939—1945 годов (Франция).
- Орден «Легион почёта» степени Главнокомандующего (США).
- Медаль «Китайско-советская дружба» (КНР).

## Семья
- Дед — Иван Степанович Конев.

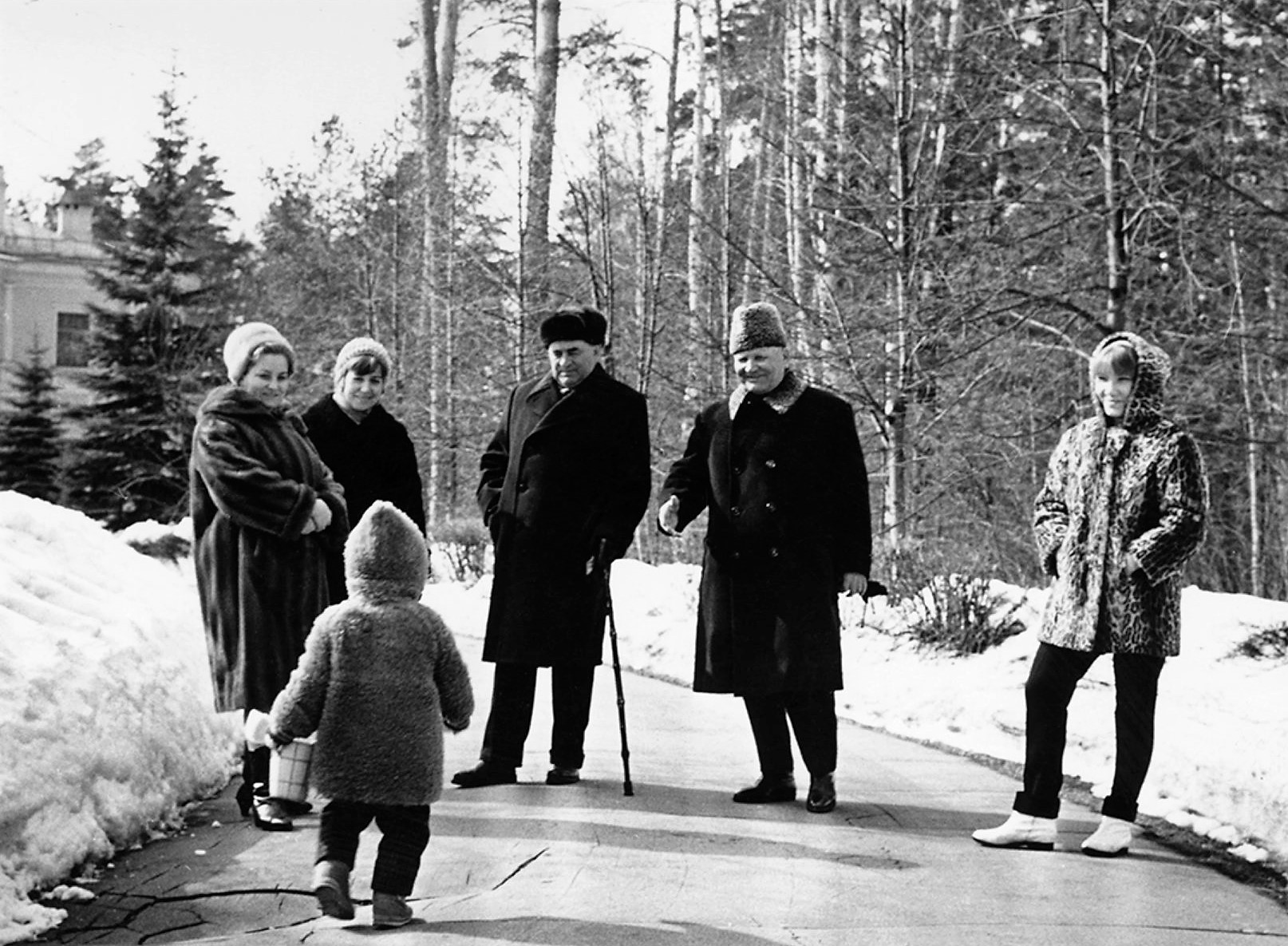
Иван Степанович Конев со своей семьёй на даче в Подмосковье

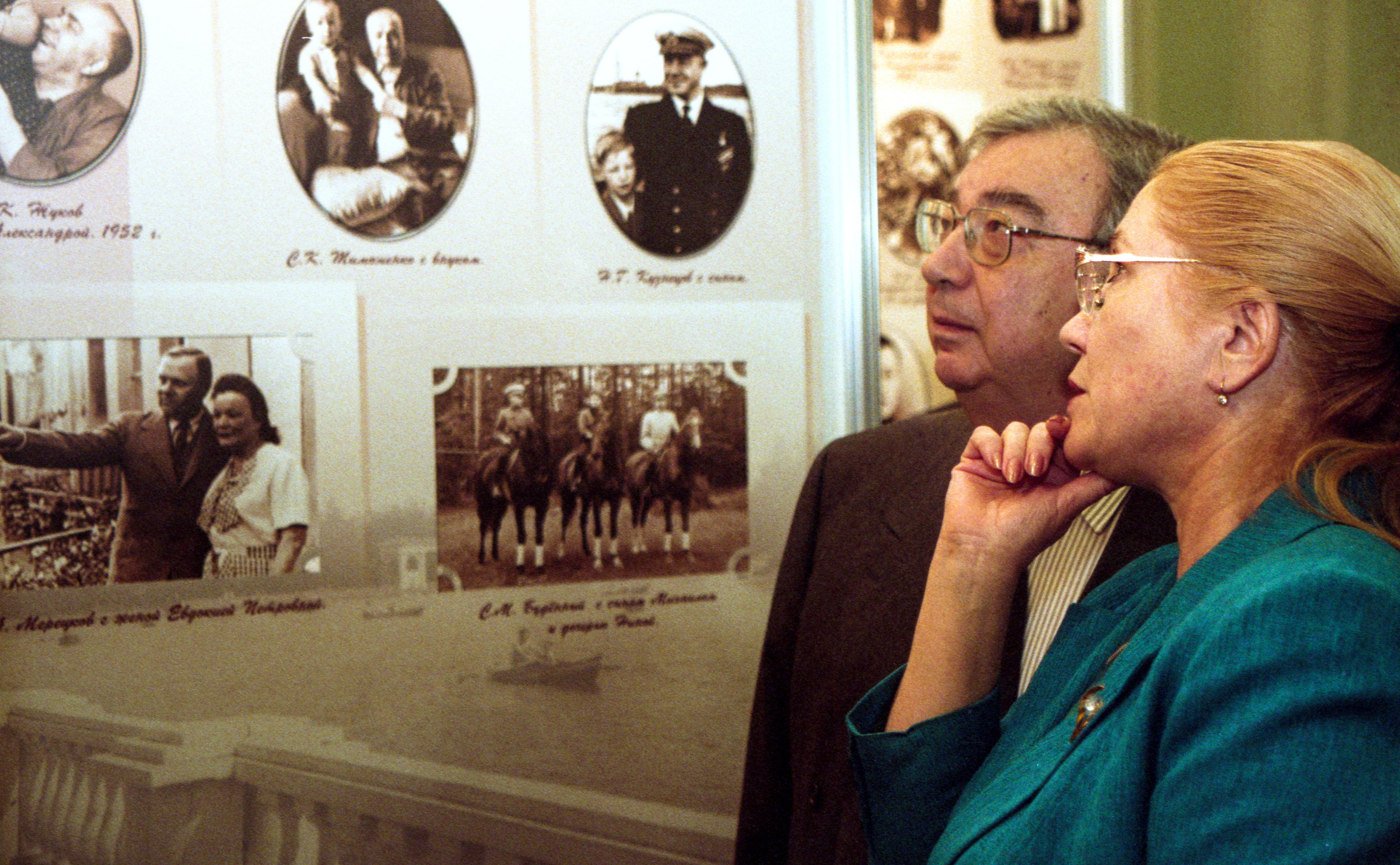
Е.М. Примаков и Н.И. Конева, февраль 2003 года

- Отец — Степан Иванович Конев, зажиточный крестьянин.
- Мать — Евдокия Степановна, урождённая Мергасова, умерла при родах.
- Сестра — Мария Степановна (Конева) Головкина
- Мачеха — Прасковья Ивановна.
- Дядя — Фёдор Иванович Конев, урядник.
- Первая жена — Анна Ефимовна Волошина
  - дочь Майя Ивановна Конева (1923—1990).
  - сын Гелий Иванович Конев (1928—1991). Был женат на Ирине Чагадаевой (Моисеевой)[29].
    - внучка Елена Гелиевна Конева — переводчик и искусствовед, работала в Министерстве культуры СССР и с Ансамблем народного танца имени Игоря Моисеева в качестве менеджера.
- Вторая жена — фронтовая санитарка Антонина Васильевна Васильева (1923—2004), познакомились в 1942 году на фронте, где была его помощником по хозяйству[30].
  - дочь Наталия Ивановна Конева (род. 24 ноября 1947). Окончила филологический факультет МГУ им. М. В. Ломоносова в 1976 году. Профессор кафедры языкознания и литературы Военного университета Министерства обороны РФ. Председатель правления «Фонда памяти полководцев Победы». Автор книг об отце «Маршал Конев», «Не про войну и про войну». Кандидат филологических наук. Живёт в Подмосковье[31][32].
    - внучка Дарья Николаевна Бажанова

## Сочинения
- Сила Советской Армии и Флота — в руководстве партии, в неразрывной связи с народом // Правда. 1957. 3 нояб.
- Сорок пятый. — М.: Воениздат, 1966. — (Серия «Военные мемуары») — 288 стр. — 200 000 экз.[b]
- Записки командующего фронтом. — М.: Наука, 1972[c].
- Записки командующего фронтом. — М.: Военное издательство, 1991[d].
- Операции на окружение. // Военно-исторический журнал. — 1976. — № 7. — С. 70—80.
- Автобиография И. С. Конева от 31 октября 1947 года. // Военно-исторический журнал. — 1991. — № 2. — С. 18—20.

## Память
- Почётный гражданин городов Белгорода, Бельцы, Кропивницкого и Твери.
- Почётный гражданин города Краков (с 1955 года по 8 мая 1992 года)[33].
- Почётный гражданин города Берлина (с 8 мая 1965 года по 29 сентября 1992 года).
- Почетный гражданин города Прага (с 1945 года по 9 мая 2022 года).
- Имя И. С. Конева присвоено Алма-Атинскому высшему военному общевойсковому командному училищу Министерства обороны Республики Казахстан.
- Именем маршала Конева названо судно Министерства морского флота СССР — нефтерудовоз типа «Маршал Будённый», в строю с 1975 года (ныне продан за границу и списан), состоял в Новороссийском морском пароходстве[34]
- Именем И. С. Конева названы улицы в Москве, Барнауле, Белгороде, Вельске, Вологде, Донецке, Иркутске, Кирове, Новокузнецке, Омске, Смоленске, Старом Осколе, Твери (Россия) Славянске (Украина), Бельцах (Молдавия), Речице (Белоруссия), Нимбурке (Чехия).
- Именем И. С. Конева присвоено школе № 37 Вологды.

### Воспоминания современников
«Пожалуй, близкий к Жукову по настойчивости и силе воли был характер у другого выдающегося полководца Великой Отечественной войны — Маршала Советского Союза Ивана Степановича Конева… Зная его по работе на фронте, должен прежде всего сказать, что он любил много бывать в войсках. Обычно, как только примет решение на проведение операции, тотчас же отправляется в армии, корпуса и дивизии и там, используя свой богатейший опыт, готовит войска к боевым действиям. Все остальные дела по плану операции выполнял у него, как правило, его штаб».
— Маршал  Советского Союза   А.М.Василевский. Дело всей жизни. Издание второе, дополненное.  -  М.: Политиздат, 1975. С.594-595.

«В военных кругах Конев всегда пользовался репутацией твёрдого и решительного командующего. Много из нас по-хорошему завидовали его энергии и активности. При любых обстоятельствах он стремился увидеть поле сражения собственными глазами и очень тщательно готовил каждую операцию. Стараясь вникать во все её детали, Иван Степанович буквально вгонял в пот своих подчинённых».
— Генерал армии   С.М.Штеменко.  Генеральный штаб в годы войны. (Военные мемуары).  -  М.: Воениздат, 1968. С.397.

Многие черты стиля руководства Жукова и Конева были схожи. Но Конев среди всех командующих фронтами, с которыми приходилось работать, был человеком наиболее экспансивным, горячим. Правда, надо заметить и другое. Он был горяч, но отходчив. Мог очень возмутиться, раскипятиться, накричать, но быстро отходил. И вообще, вот вспоминая всех их, я должен сказать, что из всех командующих фронтами, с которыми я имел дело, Конев был, как бы это сказать, самым… Это был больше всего солдат, и в нём было больше всего человечности, в его характере, в натуре. А мне приходилось сопровождать его в поездках в армии. Как-то однажды целый день мы ходили с ним по траншеям переднего края — надо было послушать, как он разговаривал с солдатами. Это не был показной разговор: вот командующий поехал и поговорил с солдатами. Это был естественный разговор. За этим стояла его солдатская суть, солдатская натура. Он с солдатами говорил так, ибо иначе и не мог говорить, с абсолютным пониманием солдатской жизни, души, с абсолютной естественностью, с полным отсутствием чего-либо показного или нарочитого.— Беседа с бывшим начальником штаба Западного и Третьего Белорусского фронтов генерал-полковником Покровским Александром Петровичем. Запись Константина Симонова. Предисловие и публикация Л. Лазарева // «Октябрь». 1990. № 5.

### Памятники

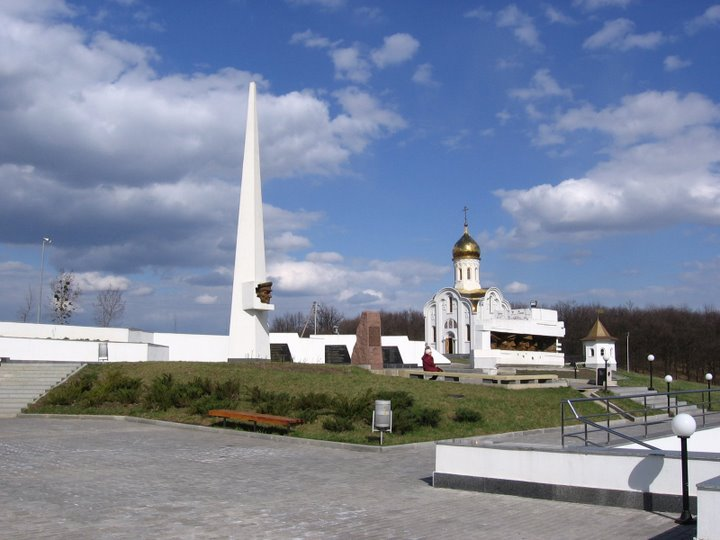
Памятный комплекс «Высота Маршала Конева»
в посёлке Солоницевка Харьковской области

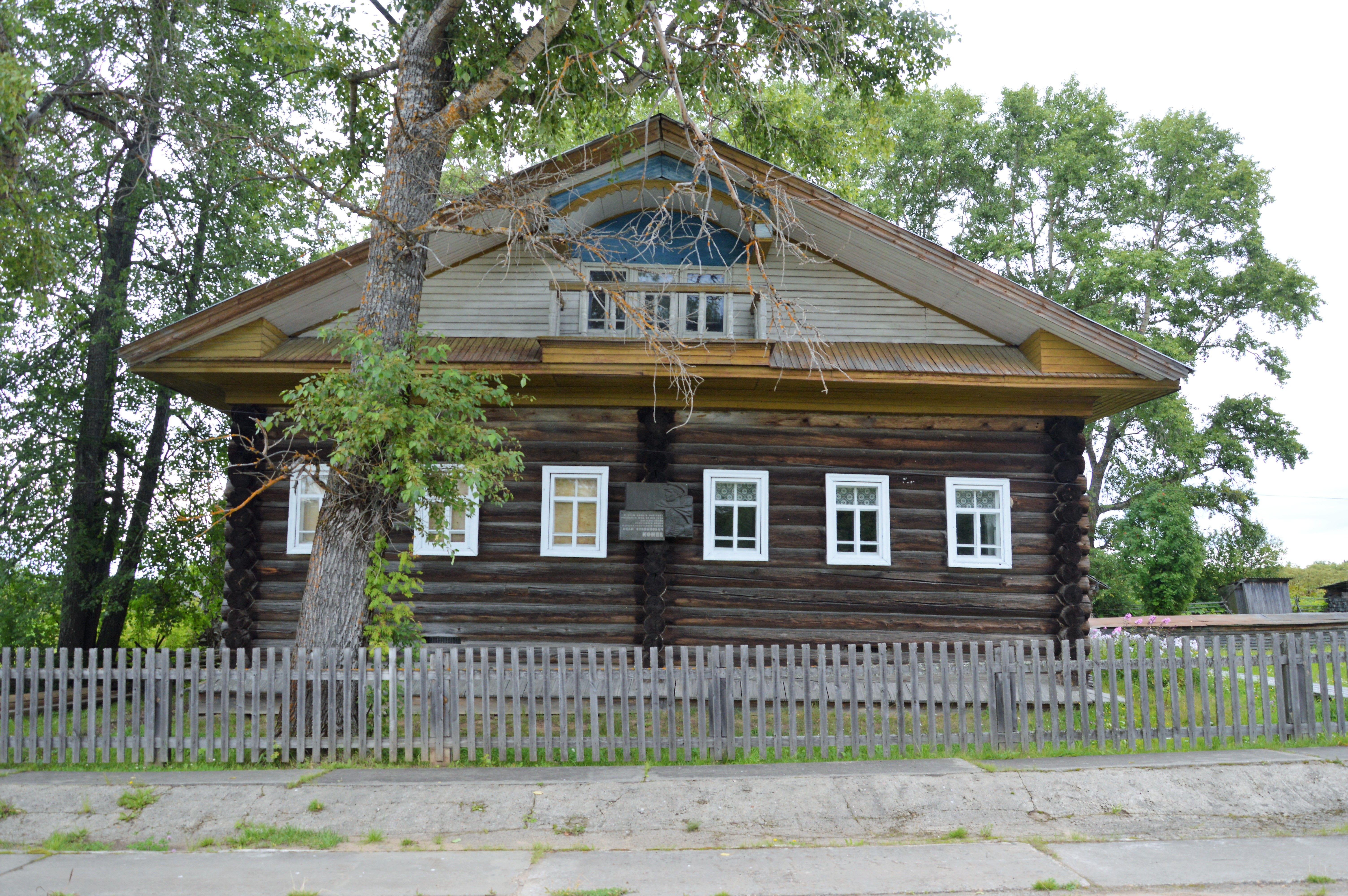
Дом музей И. С. Конева

- Памятный комплекс «Высота Маршала Конева». Располагается в Харьковской области, откуда был дан приказ о начале штурма Харькова для окончательного освобождения города от немецко-фашистских захватчиков.
- Дом музей Маршала Советского Союза И. С. Конева. Расположен его родине, в селе Лодейно, представляет собой бревенчатую избу. В последние годы правительство Кировской области настойчиво добивается переноса этого объекта в Киров[35].
- Бронзовый памятник установлен в 1995 году в Кирове на одноимённой площади рядом с одноимённой примыкающей улицей (перенесён в 1991 году из Кракова, где стоял с 1987 года и был демонтирован в 1991 году). Скульптор А. Хайдецкий.
- Памятник в парке «Патриот» Московской области. Открыт 20 мая 2017 года, автор — народный художник России Михаил Переяславец.
- Памятник в г. Вологда, расположен в сквере на пересечении улиц Можайского и Конева. Установлен 7 мая 2010 года. Скульптор О. А. Уваров.
- Памятник Коневу в Праге (на илл.) Находился на площади Интербригад (Прага 6[36]). Установлен в 1980, демонтирован 3 апреля 2020[37].
- Памятная доска и урна с прахом (Некрополь у Кремлёвской стены)[38].
- Памятная доска в Нижнем Новгороде, на доме № 30 по Большой Покровской улице, где располагался штаб 17-й Нижегородской стрелковой дивизии, в которой служил Конев в 1922—1932 годах). На доске на фоне пятиконечной звезды изображён бронзовый бюст Конева. Маршал изображён в парадной форме, на груди — две медали «Золотая Звезда». Внизу бронзовыми буквами выложен текст: «В этом здании находился штаб 17-й стрелковой дивизии, которой командовал с 1922 по 1932 год[e] прославленный полководец, Маршал Советского Союза Иван Степанович Конев». Открытие памятной доски состоялось в 1985 году.
- Памятная доска в Омске на доме № 12-1 по улице, носящей имя Конева. На доске изображён бюст Конева. Маршал изображён в парадной форме, на груди медали и ордена. Установлена в 2005 году по инициативе жителя дома Евгения Алексеевича Назаренко.
- Памятная доска Коневу до 2017 года находилась в Старой ратуше в Праге[39]. Мемориальная доска Коневу установлена также в Вене.
- Бронзовый бюст установлен на родине, в деревне Лодейно Подосиновского района Кировской области[40].
- Бронзовый бюст установлен в Белгороде на улице, названной в его честь.
- Бюст И. С. Коневу установлен в д. Поддубки Калининского района Тверской области в октябре 2017 года.
- Бюст И. С. Коневу установлен в Военном институте сухопутных войск МО Республики Казахстан (бывшее АВОКУ им. маршала Конева) г. Алма-Ата (Алматы) Республика Казахстан.
- Барельеф полководца размещён на стеле «Город воинской славы», сооружённой в 2011 году в Твери.
- Увековечен в художественной композиции «Заседание штаба Западного фронта» в деревне Красновидово Московской области[41].

Памятная доска на здании по Большой Покровской улице в Нижнем Новгороде
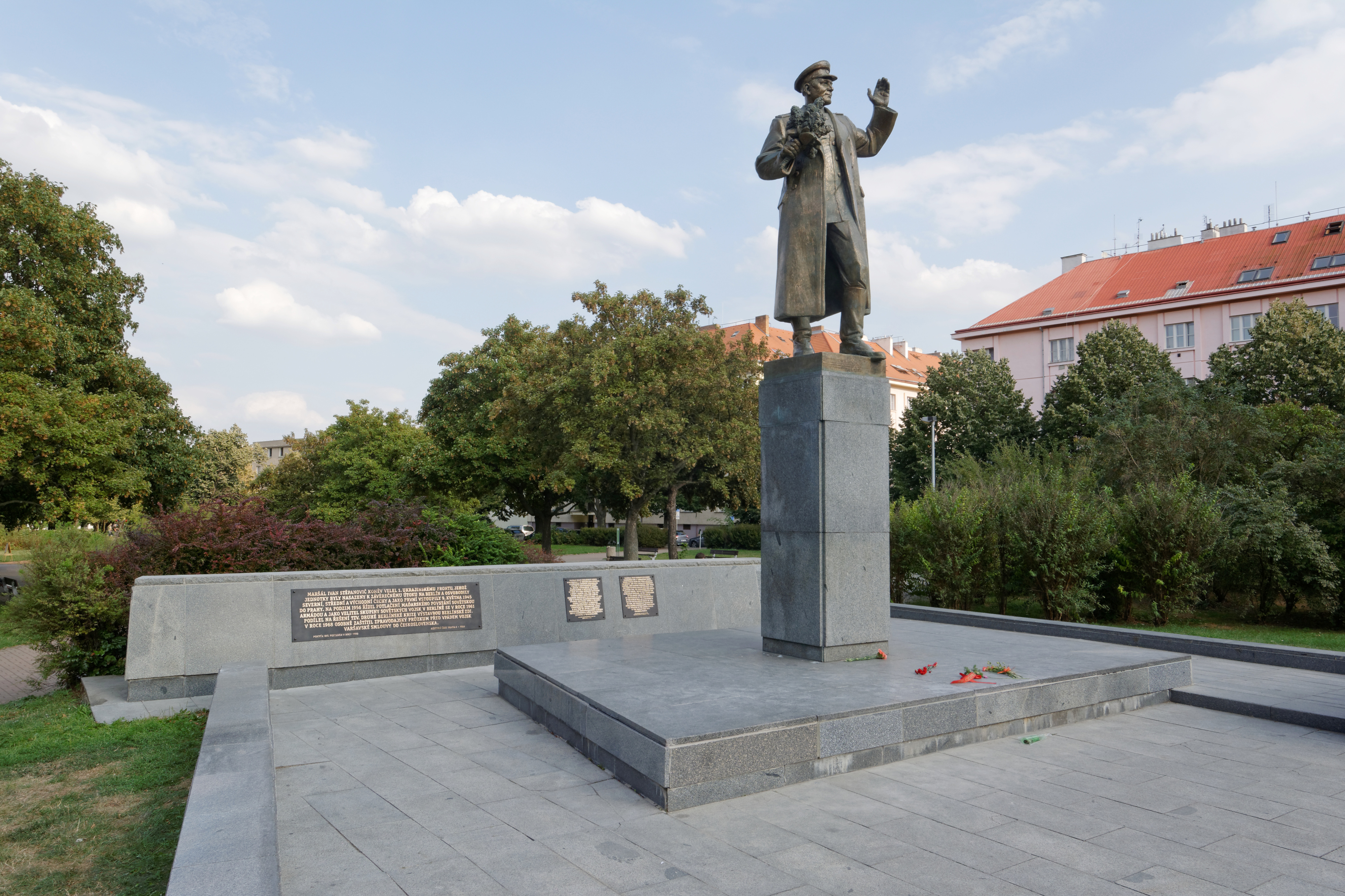
Памятник в Прага—Бубенеч, Чехия (демонтирован в 2020 году[f])
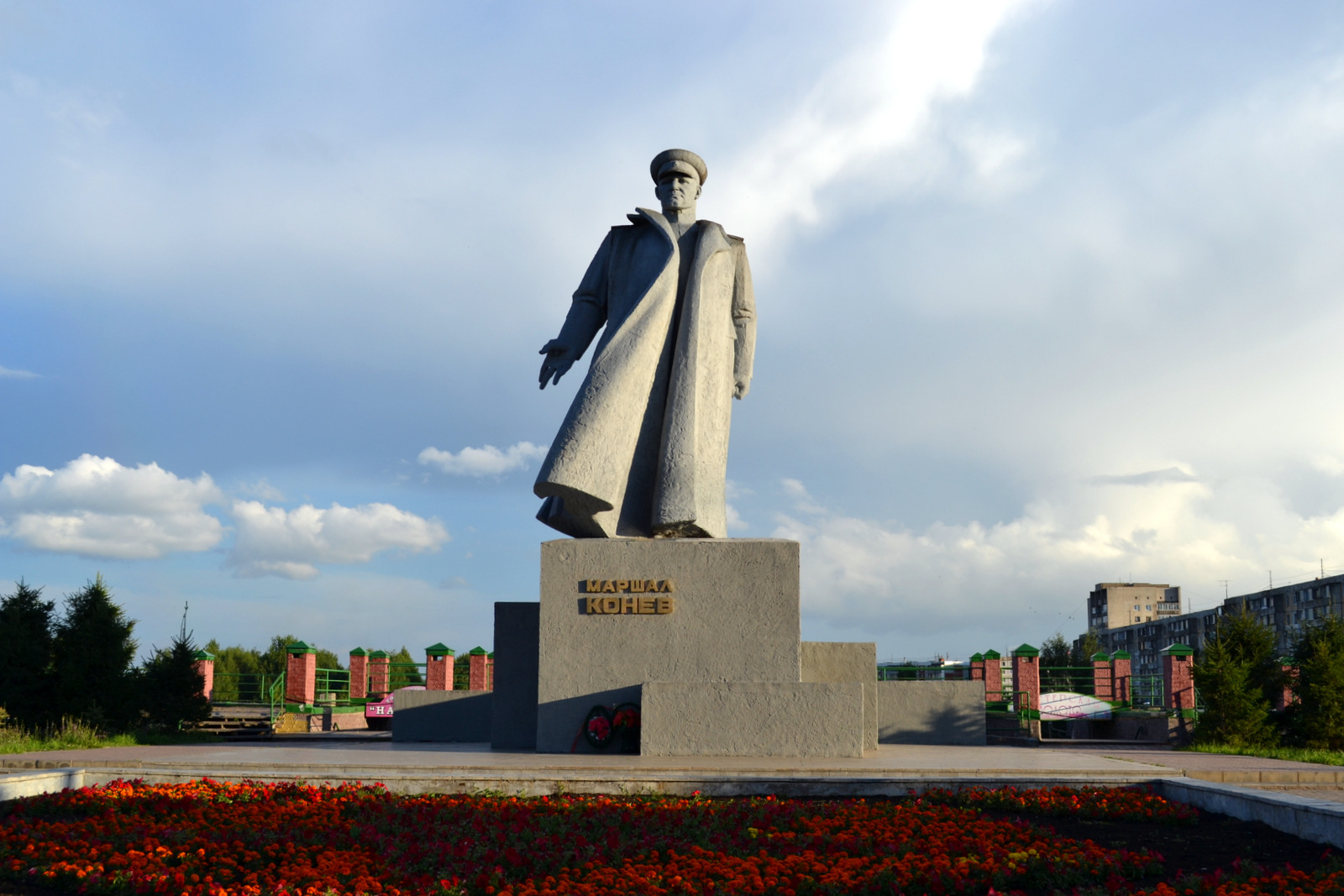
Киров, Кировская область
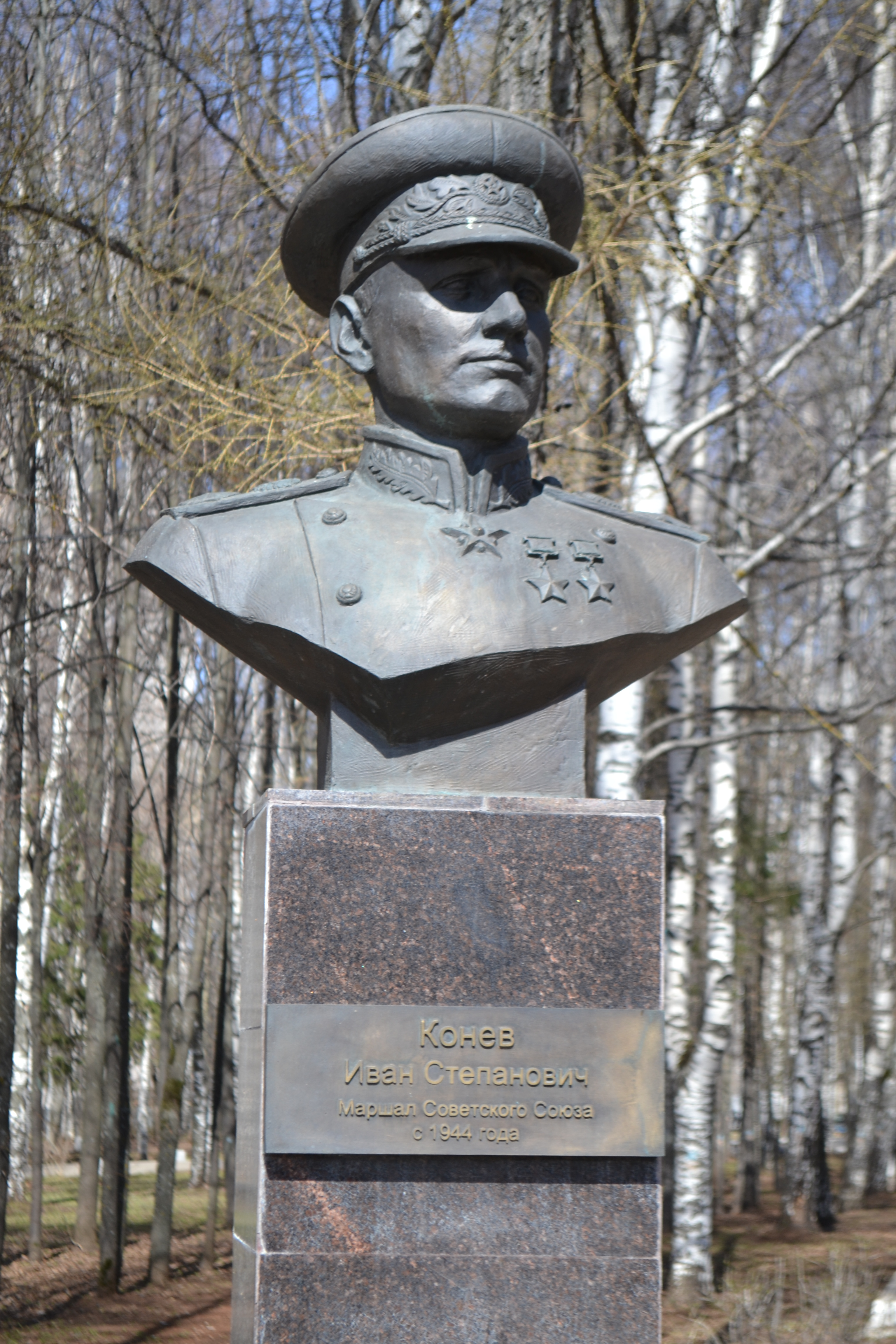
Киров, Кировская область

### Почтовые марки

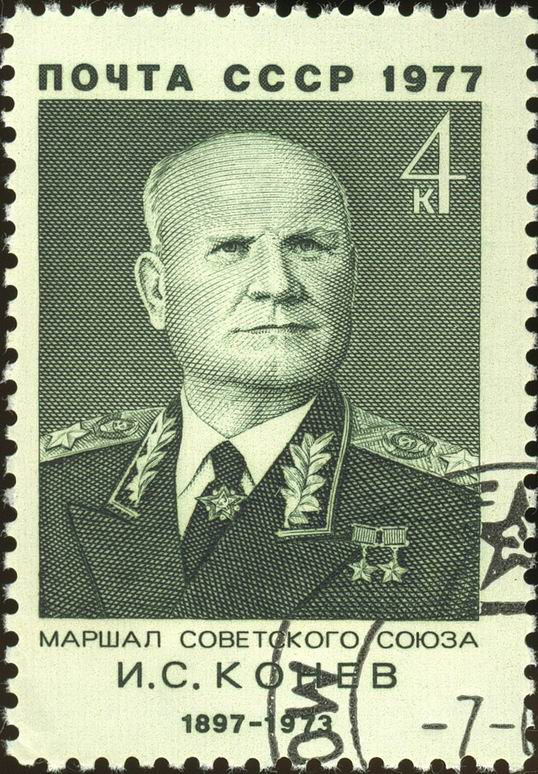
Марка СССР, 1977 год.
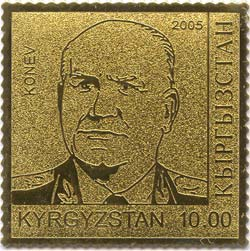
Марка Кыргызстана, 2005 год.
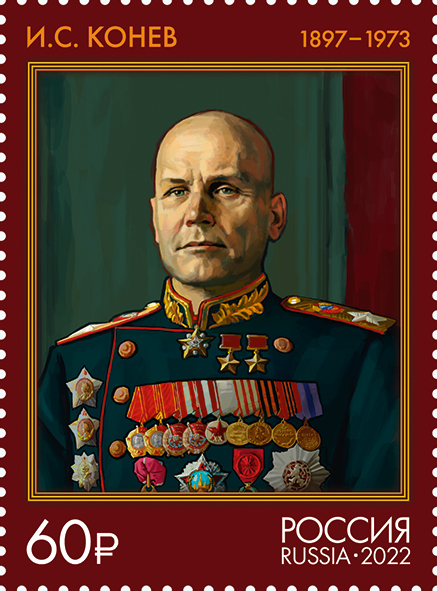
Марка России, 2022 год.

### В кино

#### Документальное кино
- Первый канал (2009). Мадонна Маршала Конева. {{cite episode}}: |series= пропущен или пуст (справка)
- ЦСДФ (РЦСДФ) (1988). Повесть о маршале Коневе. Документальный фильм.  99 мин. {{cite episode}}: |series= пропущен или пуст (справка)
- ЦСДФ (РЦСДФ) (1988). Полководцы.  59 мин. {{cite episode}}: |series= пропущен или пуст (справка)
- Творческое объединение «Современник». СССР — США: роман века. {{cite episode}}: |series= пропущен или пуст (справка)
- Киновидеостудия «Риск». Тайная война. Расплата (Фильм 2). {{cite episode}}: |series= пропущен или пуст (справка)
- ЦСДФ (РЦСДФ). Константин Симонов. {{cite episode}}: |series= пропущен или пуст (справка)
- Центральная студия кинохроники (РЦСДФ). Разгром немецких войск под Москвой. {{cite episode}}: |series= пропущен или пуст (справка)
- Воздушный парад в Тушино.
- Свидание с бомбой.
- Великая Отечественная. (1965 год; режиссёр Роман Кармен).
- «Великая Отечественная» («Неизвестная война»; 1978 год; режиссёры Роман Кармен, Игорь Гелейн, Игорь Григорьев, Лев Данилов, Василий Катанян, Леонид Кристи, Семирамида Пумпянская, Тенгиз Семёнов, Фирсова, Джемма Сергеевна, Фомина, Зоя Петровна).
  - Фильм № 2. Битва за Москву.
  - Фильм № 10. Величайшее танковое сражение.
  - Фильм № 13. Освобождение Украины.
  - Фильм № 16. Освобождение Польши.
  - Фильм № 18. Битва за Берлин.
  - Фильм № 20. Неизвестный солдат.
- Военная Москва.
- Великая Отечественная война.
- Великая Отечественная война.
- Великая Отечественная война.
- Парад Победы.
- «Парад Победы»
- Солдаты народа, солдаты мира.
- На Курской дуге.
- Родословная подвига.
- Освобождение Европы.
- Чехословакия, год испытаний.
- Великий подвиг.
- Авиапарад.
- Киножурнал «Новости дня»:
  - Киножурнал «Новости дня» / Хроника наших дней. 1970. № 12.
  - Киножурнал «Новости дня» / Хроника наших дней. 1989. № 4.
- Весна Победы.
- Рядом с солдатом.
- «Маршалы Победы» (2 серия), Студия «Галакон» для «Первый канал», (52 минуты), 2015. http://www.1tv.ru/doc/pro-voynu/marshaly-pobedy-chast-2
- «Дороже Золота — Герой Советского Союза. Иван Конев».
- «Победоносцы. Конев Иван Степанович».
- «Герои Победы. Конев Иван Степанович».
- «Освобождение» (2012 год; режиссёр Денис Мицук, Денис Андреев).
- «Иван Конев» (38 минут, Студия «Галакон») из цикла «Маршалы Сталина», телеканал «Звезда», 2015 год. https://web.archive.org/web/20160808195235/http://tvzvezda.ru/schedule/filmsonline/content/201510051608-ej6l.htm/201510081605-ldgr.htm
- «Маршал Конев. Иван в Европе» (2018 год; ВГТРК)[43].

#### Киновоплощения
- Юрий Легков — киноэпопея «Освобождение» (1972 год; режиссёр Юрий Озеров), фильмы 1, 2.
- Василий Шукшин — киноэпопея «Освобождение» (1972 год; режиссёр Юрий Озеров), фильмы 3, 4, 5.
- Михаил Шпилевский — «Освобождение» (2012 год; режиссёр Денис Мицук).
- Сергей Полежаев — Сохранить город; Освобождение Праги (ЧССР, 1976 год; режиссёр Отакар Вавра).
- Сергей Блинников — «Падение Берлина» (1949 год; режиссёр Михаил Чиаурели).
- Виктор Авдюшко — «Солдаты свободы» (1977 год; режиссёр Юрий Озеров).
- Владимир Меньшов — «Если враг не сдаётся…» (1982 год; режиссёр Тимофей Левчук).
- Микк Микивер — «Битва за Москву» (1985 год; режиссёр Юрий Озеров)
- Олег Шеремет — «Берия. Проигрыш» (2012 год; режиссёр Максим Иванников и др.)

### Комментарии
1. ↑  По ряду публикаций, это произошло уже в 1919 году.
2. ↑  Книга многократно переиздавалась в СССР и в России в 1970, 1983, 1985, 2015 годах; переведена на чешский и другие языки.
3. ↑  Книга многократно переиздавалась в СССР и в России в 1981, 1982, 1984, 1985, 1987, 1989, 2000, 2003, 2014, 2020 годах; переведена на китайский и другие языки.
4. ↑  В издании объединены две предыдущие книги мемуаров маршала, а также впервые опубликованы воспоминания И. С. Конева «Становление», «В Смоленском сражении», «Начало битвы за Москву», «Калининский фронт», «Встречи с Верховным Главнокомандующим», «На Высшем Военном совете» (о снятии Жукова с должности в 1946 году).
5. ↑  В тексте на памятной доске ошибка: И. С. Конев стал командиром дивизии только в 1934 году.
6. ↑  Мэрия Праги связывает демонтаж памятника с ведущей ролью Конева в подавлении венгерского восстания (1956) и «Пражской весны» (1968)[42]

### Сноски
1. ↑  Дважды Герой Советского Союза Конев Иван Степанович :: Герои страны. Дата обращения: 9 мая 2015. Архивировано 2 апреля 2012 года.
2. ↑  Курепин С. Маршал Советского Союза Иван Степанович Конев. // Российское военное обозрение. — 2020. — № 6. — С. 24—29.
3. ↑  Гражданская война и военная интервенция в СССР: Энциклопедия / Гл. ред. С. С. Хромов; Ред. кол.: Н. Н. Азовцев, Е. Г. Гимпельсон, П. А. Голуб и др. — М.: Советская энциклопедия, 1983. — С. 279. — 704 с. — 150 000 экз.  (Дата обращения: 22 мая 2020)
4. ↑  Автобиография И. С. Конева от 31 октября 1947 года. // Военно-исторический журнал. — 1991. — № 2. — С. 18—20.
5. ↑  Конев И. С. Становление. // В кн.: Конев И. С. Записки командующего фронтом. — М.: Военное издательство, 1991. — С. 525—525.
6. ↑  Маршал И. С. Конев на Нижегородской земле: неизвестные страницы из биографии полководца. / публ. Г. Г. В. Набатова, В. П. Сапона // Военно-исторический журнал. — 2009. — № 12. — С.51-52
7. ↑  Специальная группа с укороченным (двухгодичным) сроком обучения для военнослужащих, занимающих высокие должности и имеющих большой практический опыт.
8. ↑  Приказ Народного комиссара обороны Союза ССР по личному составу армии № 2494 Архивная копия от 6 июня 2011 на Wayback Machine.
9. ↑  Приказ Народного комиссара обороны от 4 сентября 1937 года № 0037.
10. ↑  Приказ Народного комиссара обороны от 4 сентября 1938 года № 0040.
11. ↑  Дятлов В. В., Мильбах В. С.. Советская артиллерия в конфликте на Халхин-Голе // Военно-исторический журнал. — 2013. — № 1. — С. 34—38.
12. ↑  Документ опубликован полностью в: Решин Л. В., Степанов В. С. Щаденко, Запорожец, Кирпонос, Ковалёв, Конев — заговорщики?… // Военно-исторический журнал. — 1994. — № 2. — С.6-12.
13. ↑  Филиппенков М. Н. Вяземская голгофа генерала Конева. — М.: Вече, 2012. — 267 с. — (Военные тайны XX века); ISBN 978-5-4444-0022-7.
14. ↑  Кузяева С. А. В боях на подступах к Гжатску. // Военно-исторический журнал. — 2017. — № 1. — С.23—29.
15. ↑  Приказ Ставки ВГК № 0045 о смене командующих армиями Западного фронта. 27 февраля 1943 года. // Опубликован в: Русский архив: Великая Отечественная. Том 16 (5—3). Ставка Верховного Главнокомандования. Документы и материалы. — М.: ТЕРРА, 1999. — С.81.
16. ↑  Указ Президиума Верховного Совета СССР «О присвоении генералу армии Коневу И. С. военного звания Маршала Советского Союза» от 20 февраля 1944 года // Ведомости Верховного Совета Союза Советских Социалистических Республик : газета. — 1944. — 29 февраля (№ 12 (272)). — С. 1. Архивировано 28 января 2022 года.
17. ↑  Остроумов Н. Н. В марте 44-го я был привлечён к обобщению опыта войны для его боевого использования. // Военно-исторический журнал. — 2004. — № 6. — С.27-28.
18. ↑  Конев Иван Степанович :: Память народа. pamyat-naroda.ru. Дата обращения: 12 января 2021. Архивировано 14 января 2021 года.
19. ↑  Ivan Stepanovich Konev | Soviet general (англ.). Encyclopedia Britannica. Дата обращения: 15 октября 2021. Архивировано 31 января 2022 года.
20. ↑  Малашенко Е. И. Особый корпус в огне Будапешта. // Военно-исторический журнал. — 1994. — № 1. — С.31.
21. ↑  «Родная газета» № 2 (36), 16.01.2004 г., полоса 19: Жуков Конева не простил Архивная копия от 12 мая 2012 на Wayback Machine.
22. ↑  Могилы знаменитостей. Конев Иван Степанович (1897—1973) Архивная копия от 6 апреля 2013 на Wayback Machine.
23. ↑  Постановление СНК СССР № 2484 от 26.11.1935 г.
24. ↑  Постановление СНК СССР № 0170/п от 22.02.1938 г.
25. ↑  Постановление СНК СССР № 176 от 08.02.1939 г.
26. ↑  Постановление СНК СССР от 4.06.1940 № 945
27. ↑  Постановление СНК СССР № 2057 от 11.09.1941 г.
28. ↑  Постановление СНК СССР № 910 от 26.08.1943 г.
29. ↑  «Конев. Солдатский Маршал». Дата обращения: 3 января 2025. Архивировано 11 апреля 2017 года.
30. ↑  Вече Твери, 7 сентября 2020. Владислав Толстов. «Хозяйка души» маршала Конева. Дата обращения: 28 декабря 2022. Архивировано 28 декабря 2022 года.
31. ↑  Полиция России, 25 сентября 2018. Автор интервью Елена Шершень. Наталия Конева: «Отец открыл для меня мир» (недоступная ссылка)
32. ↑  Аргументы и факты — Дочь маршала Конева Наталия: «Я видела донос на отца» — «АиФ Суперзвёзды», № 09 (63) от 11.05.2005 Архивная копия от 10 октября 2010 на Wayback Machine.
33. ↑  Niechciani honorowi obywatele. Miasta zmagają się z przeszłością. TVN24 (6 апреля 2015). Дата обращения: 29 апреля 2020. Архивировано 7 июня 2020 года.
34. ↑  Информация на сайте «Водный транспорт» Архивная копия от 20 сентября 2022 на Wayback Machine.
35. ↑  Село Лодейно хотят лишить дома-музея маршала Конева Архивная копия от 25 декабря 2011 на Wayback Machine (Контрабанда, 14 сентября 2011 года).
36. ↑  Снос памятника Коневу: Восточная Европа больше не может обидеть Россию. РИА Новости (11 апреля 2020). Дата обращения: 12 апреля 2020. Архивировано 28 апреля 2020 года.
37. ↑  В Праге демонтировали памятник маршалу Коневу. Посольство России возмущено. Русская служба Би-би-си (3 апреля 2020). Дата обращения: 3 апреля 2020. Архивировано 2 августа 2020 года.
38. ↑  ЦСДФ (РЦСДФ). Шёл солдат. Архивировано 4 июля 2011. Дата обращения: 1 декабря 2013. {{cite episode}}: |series= пропущен или пуст (справка) Источник. Дата обращения: 1 декабря 2013. Архивировано 4 июля 2011 года.
39. ↑  Pamětní deska Ivan Stěpanovič Koněv - místo je zrušené. Spolek pro vojenská pietní místa. Дата обращения: 29 апреля 2020. Архивировано 7 июня 2020 года.
40. ↑  И. С. Коневу // Подвиг народа : Памятники Великой Отечественной войны, 1941—1945 гг. / Сост. и общ. ред. В. А. Голикова. — М. : Политиздат, 1980. — С. 201—202. — 318 с.
41. ↑  Памятник, посвящённый заседанию штаба Западного фронта, открыли в подмосковном Красновидово / mil.ru, 10 октября 2020. Дата обращения: 11 октября 2020. Архивировано 11 октября 2020 года.
42. ↑  Police protecting Prague mayor after 'Russian murder plot' Архивная копия от 29 апреля 2020 на Wayback Machine, bbc, 29.04.2020
43. ↑  Архивная копия от 30 апреля 2018 на Wayback Machine Маршал Конев. Иван в Европе / ВГТРК